# Centrale nucléaire dans le Niederamt
Pour les articles homonymes, voir KKN.
La centrale nucléaire dans le Niederamt (appelée en allemand Kernkraftwerk Niederamt et abrégée KKN, qu’il ne faut pas confondre avec la Kernkraftwerk Niederaichbach (centrale nucléaire de Niederaichbach), qui porte le même acronyme), est un projet de centrale nucléaire en Suisse.
Le projet se situe dans la région de la centrale de Gösgen, dans le canton de Soleure, entre Olten et Aarau, en Suisse. Il s'étend sur le territoire des communes de Niedergösgen, Gretzenbach et Däniken.

## Histoire
En date du 9 juin 2008, Kernkraftwerk Niederamt SA, une société de projet d’Atel Holding SA, l’actuelle Alpiq Holding, a déposé à l’Office fédéral de l’énergie une demande d’autorisation générale pour la nouvelle centrale nucléaire.
Il s’agit-là de la première étape de la procédure d’autorisation pour une nouvelle centrale nucléaire en Suisse. La demande d’autorisation générale comprend six documents: le rapport de sécurité, le rapport d’impact sur l’environnement, le rapport de sûreté par rapport aux influences de l’extérieur, le justificatif de l’évacuation des déchets radioactifs produits, le concept de désaffectation et le rapport relatif à la concordance avec l’aménagement du territoire.
L’autorisation générale est délivrée par le Conseil fédéral. Après les catastrophes naturelles survenues au Japon, qui ont provoqué des accidents des réacteurs à la centrale nucléaire de Fukushima, la Conseillère fédérale Leuthard a suspendu le 14 mars 2011 les procédures concernant les demandes d’autorisation générale pour le remplacement des centrales nucléaires existantes. La suspension s'applique jusqu'à ce que les causes de l'accident survenu au Japon aient été analysées et que les normes de sécurité des centrales suisses aient été vérifiées et adaptées aux nouvelles conclusions. 

## Informations sur le projet
La demande d’autorisation générale soumise ne porte sur aucune installation déterminée. On part d’une centrale nucléaire générique qui couvre les centrales avec réacteurs à eau légère (réacteurs à eau pressurisée ou à eau bouillante) de la 3e génération tels qu’on les construit actuellement, sans s’engager dès aujourd’hui en faveur d’un type de centrale ou d’un constructeur particuliers. Des indications plus détaillées ne seront nécessaires que pour la demande de construction qui pourra être soumise après la délivrance de l’autorisation générale.
Deux classes de puissance, 1100 mégawatts et 1600 mégawatts, sont à la base de la demande.
Les dimensions exactes, l’orientation et le positionnement du bâtiment du réacteur, des salles des machines et de la tour de refroidissement au sein du terrain retenu pour le projet ne sont pas encore définis. Pour le bâtiment du réacteur, on part d’une hauteur d’environ 75 mètres. Les dimensions du plan horizontal sont d’environ 130x180 mètres.
Le refroidissement se fera par une tour de refroidissement hybride sans panache d’environ 60 mètres de haut. Les coûts de construction devraient se situer entre six et huit milliards de francs suisses. La centrale créera jusqu’à 3 000 emplois pendant la période de construction et emploiera entre 400 et 500 personnes une fois en service. Le réacteur à choisir dans une phase ultérieure de la procédure doit être un réacteur déjà éprouvé et non pas un prototype.

## Processus d’autorisation et calendrier
Le processus d’autorisation comporte, selon la loi sur l’énergie nucléaire, trois autorisations: autorisation générale, autorisation de construire et autorisation d’exploiter.
La procédure d’autorisation générale a pour but de définir qui est le titulaire de l’autorisation et où, ainsi qu’à quelle fin l’installation doit être construite. Elle sert aussi à consigner les grandes lignes du projet, c’est-à-dire la classe de puissance et le système principal de refroidissement. L’autorisation générale est délivrée par le Conseil fédéral. Son autorisation doit ensuite être approuvée par l’Assemblée fédérale (durée env. 1 an). Un référendum peut s’opposer à l’autorisation approuvée par l’Assemblée fédérale. 
La délivrance de l’autorisation générale est suivie de la procédure d’autorisation de construire. Celle-ci est délivrée par le Département fédéral de l’environnement, des transports, de l’énergie et de la communication si, pour l’essentiel, la protection des hommes et de l’environnement est garantie, si le projet correspond aux principes de la sécurité et de la sûreté nucléaire, si aucune autre raison prévue par la législation fédérale (protection de l’environnement, protection de la nature et du paysage, aménagement du territoire) ne s’y oppose, si une exécution compétente du projet est garantie et si un programme de mesures d’assurance de la qualité a été établi pour toutes les activités de construction avec un plan de désaffectation. Le Département fixe dans l’autorisation un délai pour le début des travaux de construction.
À la réception de l’autorisation de construire, la construction de la centrale peut commencer. La phase de construction durera entre quatre et six ans.
Avant que la nouvelle centrale puisse être mise en service, l’autorisation d’exploiter doit être délivrée dans le cadre de la procédure correspondante. L’autorisation d’exploiter est également délivrée par le Département fédéral de l’environnement, des transports, de l’énergie et de la communication.

## Voir également
- Industrie nucléaire en Suisse